# Мінейро
Карлос Лусіано да Сілва (порт. Carlos Luciano da Silva), більш відомий як Мінейро (порт. Mineiro, нар. 2 серпня 1975, Порту-Алегрі, Бразилія) — бразильський футболіст, що грав на позиції півзахисника. Виступав за національну збірну Бразилії.
Дворазовий переможець Ліги Пауліста. Володар Кубка Лібертадорес.

## Клубна кар'єра
Вихованець футбольної школи клубу «Ріо-Бранко».
У дорослому футболі дебютував 1997 року виступами за команду клубу «Гуарані» (Кампінас), в якій провів один сезон, взявши участь у 24 матчах чемпіонату.
Своєю грою за цю команду привернув увагу представників тренерського штабу клубу «Понте-Прета», до складу якого приєднався 1998 року. Відіграв за команду з Кампінаса наступні п'ять сезонів своєї ігрової кар'єри. Більшість часу, проведеного у складі «Понте-Прети», був основним гравцем команди.
Протягом 2003—2004 років захищав кольори команди клубу «Сан-Каетану».
2005 року уклав контракт з клубом «Сан-Паулу», у складі якого провів наступні два роки своєї кар'єри гравця. Граючи у складі «Сан-Паулу» також здебільшого виходив на поле в основному складі команди.
Протягом 2007—2008 років захищав кольори команди клубу «Герта».
З 2008 року один сезон захищав кольори команди клубу «Челсі».
Протягом 2009—2010 років захищав кольори команди клубу «Шальке 04».
Завершив професійну ігрову кар'єру у клубі «Кобленц», за команду якого виступав протягом 2011—2012 років.

## Виступи за збірну
2001 року дебютував в офіційних матчах у складі національної збірної Бразилії. Протягом кар'єри у національній команді, яка тривала 8 років, провів у формі головної команди країни 24 матчі.
У складі збірної був учасником чемпіонату світу 2006 року у Німеччині, розіграшу Кубка Америки 2007 року у Венесуелі, здобувши того року титул континентального чемпіона.

## Досягнення
- Переможець Ліги Пауліста:

«Сан-Паулу»: 2004, 2005
- Володар Кубка Лібертадорес:

«Сан-Паулу»: 2005
- Переможець Кубка Америки: 2007